# CSNK1A1L
CSNK1A1L (англ. Casein kinase 1 alpha 1 like) – білок, який кодується однойменним геном, розташованим у людей на 13-й хромосомі. Довжина поліпептидного ланцюга білка становить 337 амінокислот, а молекулярна маса — 39 086.
| 10         |  | 20         |  | 30         |  | 40         |  | 50         |
| ---------- |  | ---------- |  | ---------- |  | ---------- |  | ---------- |
| MTNNSGSKAE |  | LVVGGKYKLV |  | RKIGSGSFGD |  | VYLGITTTNG |  | EDVAVKLESQ |
| KVKHPQLLYE |  | SKLYTILQGG |  | VGIPHMHWYG |  | QEKDNNVLVM |  | DLLGPSLEDL |
| FNFCSRRFTM |  | KTVLMLADQM |  | ISRIEYVHTK |  | NFLHRDIKPD |  | NFLMGTGRHC |
| NKLFLIDFGL |  | AKKYRDNRTR |  | QHIPYREDKH |  | LIGTVRYASI |  | NAHLGIEQSR |
| RDDMESLGYV |  | FMYFNRTSLP |  | WQGLRAMTKK |  | QKYEKISEKK |  | MSTPVEVLCK |
| GFPAEFAMYL |  | NYCRGLRFEE |  | VPDYMYLRQL |  | FRILFRTLNH |  | QYDYTFDWTM |
| LKQKAAQQAA |  | SSSGQGQQAQ |  | TQTGKQTEKN |  | KNNVKDN    |  |            |

A: Аланін

C: Цистеїн

D: Аспарагінова кислота

E: Глутамінова кислота

F: Фенілаланін

G: Гліцин

H: Гістидин

I: Ізолейцин

K: Лізин

L: Лейцин

M: Метіонін

N: Аспарагін

P: Пролін

Q: Глутамін

R: Аргінін

S: Серин

T: Треонін

V: Валін

W: Триптофан

Кодований геном білок за функціями належить до трансфераз, кіназ, серин/треонінових протеїнкіназ. 
Задіяний у таких біологічних процесах, як сигнальний шлях Wnt, ацетилювання. 
Білок має сайт для зв'язування з АТФ, нуклеотидами. 
Локалізований у цитоплазмі.